# Johan van Coimbra
Johan van Coimbra (1431 — 27 augustus 1457), ook bekend als Johan van Portugal, was een Portugese infante uit het huis Aviz, de tweede zoon van infante Peter, hertog van Coimbra, en Isabella van Urgell en Aragón, gravin van Urgell.
In 1449 nam hij deel aan de slag bij Alfarrobeira (1449), waar het leger van zijn vader verslagen werd door het Portugese koninklijke leger. Na de veldslag werd Johan gevangengenomen en zou hij terechtgesteld worden. Dankzij de tussenkomst van zijn tante Isabella, de echtgenote van hertog Filips de Goede, werd hij samen met zijn broer Jacob en zijn zus Beatrix verbannen naar Bourgondië. In 1456 werd Johan verkozen tot 58e Ridder in de Orde van het Gulden Vlies.
In Bourgondië trouwde hij met Charlotte van Lusignan, prinses van Cyprus. Door zijn huwelijk werd hij titulair vorst van Antiochië, als regent van het koninkrijk Cyprus. Nauwelijks een jaar later werd hij vergiftigd op bevel van zijn schoonmoeder Helena Palaiologina. Zijn stoffelijk overschot rust in Nicosia.